# Kosin (województwo lubelskie)
Kosin – wieś w Polsce położona w województwie lubelskim, w powiecie kraśnickim, w gminie Annopol.
Wieś duchowna  położona była w drugiej połowie XVI wieku w powiecie urzędowskim województwa lubelskiego. Do 1954 roku miejscowość była siedzibą gminy Kosin. W latach 1975–1998 miejscowość administracyjnie należała do województwa tarnobrzeskiego.
Wieś stanowi sołectwo gminy Annopol. Według Narodowego Spisu Powszechnego (III 2011 r.) wieś liczyła  651 mieszkańców. 

## Historia
Nazwy miejscowe wsi w dokumentach źródłowych – Kosin w roku 1373 Cossin, 1470–1480 (Długosz) Kozini, Kossin, Kosszino.
Wieś historycznie położona w  powiecie urzędowskim ówczesnej parafii Borów.
W roku 1373 i następnych własność opactwa klarysek świętego Andrzeja w Krakowie. W tymże roku królowa Elżbieta przenosi wieś na prawo magdeburskie.
Jak opisuje Długosz (1470–1480) wieś nadana rzekomo klasztorowi przez Bolesława Wstydliwego. Folwarku nie ma, było 5 łanów kmiecych 4 zagrodników 1 karczma z rolami, 2 młyny nad rzeką Tuczyną, jeden niżej zwany Zgrzebny, drugi wyżej zwany Mniszek. Kmiecie płacą po 1 wiardunku, odrabiają podwójną powabę wiosenną i jesienną.
Wieś graniczy z Mniszkiem, Gościeradowem, Borowem, Opoką, Popowicami. Dziesięcinę snopową wartości 3-5 grzywien oddają scholasterii sandomierskiej (Długosz L.B. t.I s.331, s. 357, t.II s.505, t.III s.315).
W latach 1503–1510 kmiecie odrabiają pańszczyznę na folwarku królewskim w Zawichoście. W 1529 klasztor pobiera czynsz 8 grzywien 30 groszy i czynsz z pustych ról. Dziesięcinę 2 grzywny pobiera scholasteria (Liber Retaxationum s.316-7, s.399).
W latach 1531–1533 odnotowano pobór łącznie z Borowem. W roku 1565 jest 5. kmieci na półłankach, odrabiają pańszczyznę na folwarku zawichojskim. Dają królowi po wozie drewna 10 korcy żyta, 20 korcy owsa, młynarze 2 korce żyta i tyleż owsa, wraz z innymi wsiami klasztornymi składają się na jałowicę.
Podczas prac archeologicznych odkryto wczesnośredniowieczne grodzisko oraz piec do wytopu żelaza  (Żaki 99, 516).
Wierni kościoła rzymskokatolickiego należą do parafii św. Andrzeja w Borowie.